# 22/7 (grupo)
22/7 (ナ ナ ブ ン ノ ニ ジ ュ ウ ニ?) es un grupo de chicas ídolos japonesas formado a través de un proyecto de mezcla de medios de Yasushi Akimoto, Aniplex y Sony Music Records. Los miembros consisten en actrices de voz que brindan la captura de voz y movimiento de sus personajes, además de actuar como un grupo musical.
El programa de variedades de 22/7, 22/7 Keisanchū, comenzó el 7 de julio de 2018 en Tokyo MX. Una serie de televisión de anime del mismo nombre de A-1 Pictures, protagonizada por los personajes de los miembros, se estrenó el 11 de enero de 2020. En diciembre de 2019, un juego de ritmo musical móvil desarrollado a mano con ForwardWorks y publicado por Aniplex.

## Historia
Se llevó a cabo una audición para 8 personajes, que incluyó un debut en CD y un anime, hasta el 17 de diciembre de 2016, y el examen final tuvo lugar el 24 de diciembre de 2016. El 25 de diciembre de 2016, el nombre del grupo ídolo fue revelado como 22/7, que se eligió porque es una aproximación a la constante matemática, un número trascendental que representa su concepto de «ídolos que trascienden las dimensiones». Entre 10,325 solicitantes, 11 actrices de voz fueron elegidas mediante votación, y solo se anunciaron los primeros 8 personajes. El grupo realizó su presentación debut el 16 de junio de 2017, y se anunció una adaptación animada durante su primer evento en vivo el 22 de julio de 2017. El primer sencillo de 22/7, «Boku wa Sonzai Shiteinakatta», fue lanzado el 22 de agosto de 2017, con los diseños de la chaqueta ilustrados por Yukiko Horiguchi. El video musical fue animado por Tatsunoko Production.
El 11 de abril de 2018, 22/7 lanzó su segundo sencillo, «Shampoo no Nioi ga Shita», con las imágenes del CD diseñadas por Horiguchi nuevamente. También se lanzó una serie de cortos de personajes animados. Para promover las próximas actividades del grupo, 22/7 lanzó canales de redes sociales individuales para los personajes, incluido YouTube. El programa de variedades 22/7, 22/7 Keisanchū, fue transmitido en Tokyo MX a partir del 7 de julio de 2018.
El tercer sencillo de 22/7, «Rikaisha», fue lanzado el 22 de agosto de 2018. La canción fue promocionada durante su evento anual en vivo el 22 de julio de 2018, donde también anunciaron que Chiharu Hokaze había sido elegida líder del grupo. «Rikaisha» debutó en el puesto #7 en el Oricon Daily Singles Chart. El 21 de septiembre de 2018, los últimos 3 personajes de los miembros restantes del grupo fueron revelados durante un evento promocional.
El 22 de julio de 2019, se lanzó el video musical de su cuarto sencillo, «Nani mo Shite Agerarenai» (何 も し て あ げ ら れ な い), convirtiéndose en el primero de sus lanzamientos en revelar los 11 personajes. El sencillo fue lanzado el 21 de agosto de 2019, con el disco debutando en cuarto lugar con 29,000 unidades vendidas en su primera semana en el Oricon Weekly Singles Chart. El 11 de diciembre de 2019, Mei Hanakawa anunció que dejaría el grupo debido a problemas de salud. La actuación final de Hanakawa con el grupo se llevó a cabo el 24 de diciembre de 2019, donde se presentó a Uta Kawase como un nuevo miembro que asumió el papel de Nicole Saitō. El mismo día, un juego móvil de ritmo titulado 22/7 Ongaku no Jikan fue anunciado y en desarrollo por Aniplex, Hand y ForwardWorks. El juego fue lanzado el 27 de mayo de 2020 para iOS y Android.

## Integrantes
Miu Takigawa (滝 川 み う, Takigawa Miu )
Expresado por: Nagomi Saijō
Una niña que desarrolla un complejo inferior, Miu es la protagonista principal de la serie de anime. Tiene 16 años y vino de la prefectura de Saitama. Ella se distingue de los flequillos de cabello que le cubrían los ojos la mayor parte del tiempo. Miu está diseñado por Yukiko Horiguchi.
Miyako Kōno (河野 都, Kōno Miyako )
Expresado por: Mizuha Kuraoka
Una chica enérgica de Osaka que habla dialecto de Kansai. Ella tiene 17 años. Miyako está diseñado por Mieko Hosoi.
Nicole Saitō (斎 藤 ニ コ ル, Saitō Nikoru )
Expresado por: Mei Hanakawa (2017-2019), Uta Kawase (2019-presente)
16 años de edad. Nicole está diseñada por Kurehito Misaki.
Reika Satō (佐藤 麗華, Satō Reika )
Expresado por: Chiharu Hokaze
17 años de edad. Consejo de estudiantes y estudiante de honor. Reika está diseñado por Hirokazu Koyama.
Ayaka Tachikawa (立 川 絢 香, Tachikawa Ayaka )
Expresado por: Reina Miyase
Una chica agresiva y militante. Ayaka tiene 17 años. Ella está diseñada por Koharu Sakura.
Jun Toda (戸 田 ジ ュ ン, Toda Jun )
Expresado por: Ruri Umino
15 años. Jun es una chica de clase alta que se comporta. Ella está diseñada por Masayoshi Tanaka.
Sakura Fujima (藤 間 桜, Fujima Sakura )
Expresado por: Sally Amaki
Sakura es la hija de 16 años de una buena familia. Tiene una personalidad alegre con un lado oscuro. Sus amigos la llaman «Ranran».
Originalmente, Sakura no fue escrita como una hablante de inglés, pero después de notar que Amaki había atraído a una gran base de fanes en el extranjero, fue reescrita como una hablante de inglés que había crecido en el extranjero. Ella está diseñada por Kantoku.
Akane Maruyama (丸山 あ か ね, Maruyama Akane )
Expresado por: Kanae Shirosawa
Ella tiene 16 años. Su personalidad es la de un robot distante. Sin embargo, bajo esta fachada hay una chica alegre y trabajadora. Está diseñada por Tometa Ohara.
Mikami Kamiki (神木 み か み, Kamiki Mikami )
Expresado por: Moe Suzuhana
Una chica de 16 años de ritmo lento que vino de Kioto y habla en dialecto de Kioto. Ella está diseñada por Kouhaku Kuroboshi. Se reveló como personaje en septiembre de 2018.
Yuki Tojo (東 条 悠 希, Tōjō Yūki )
Expresado por: Urara Takatsuji
Una marimacho de 15 años. Ella está diseñada por Akio Watanabe. Se reveló como personaje en septiembre de 2018.
Tsubomi Hiragi (柊 つ ぼ み, Hīragi Tsubomi )
Expresado por: Aina Takeda
17 años de edad. Está diseñada por Mel Kishida. Se reveló como personaje en septiembre de 2018.

## Discografía
| Título                                                           | Año  | Posiciones máximas | Posiciones máximas | Ventas        |
| Título                                                           | Año  | JPN                | JPN Hot            | Ventas        |
| ---------------------------------------------------------------- | ---- | ------------------ | ------------------ | ------------- |
| «Boku wa Sonzai Shiteinakatta» (僕 は 存在 し て い な か っ た) | 2017 | 10                 | 52                 | - JPN: 5000   |
| «Shampoo no Nioi ga Shita» (シ ャ ン プ ー の 匂 い が し た)    | 2018 | 8                  | 18                 | - JPN: 9700   |
| «Rikaisha» (理解 者)                                             | 2018 | 14                 | 30                 | - JPN: 12 100 |
| «Nani mo Shite Agerarenai» (何 も し て あ げ ら れ な い)       | 2019 | 4                  | 15                 | - JPN: 30 637 |
| «Muzui» (ム ズ イ)                                               | 2020 | 2                  | 17                 | - JPN: 34 352 |
| «¿Kaze wa Fuiteru ka?» (風 は 吹 い て る か? )                  | 2020 | 2                  | 8                  | - JPN: 54 140 |

## Filmografía

### Televisión
| Año           | Título                        | Red      | Notas                       |
| ------------- | ----------------------------- | -------- | --------------------------- |
| 2018-presente | 22/7 Keisanchū (22/7 計算 中) | Tokio MX | Programa de variedades 22/7 |
| 2020          | 22/7                          | Tokio MX | Adaptación de anime         |